# Rodolfo di Montescaglioso
Rodolfo di Montescaglioso, soprannominato Maccabeo (Maccabeus in lingua latina) (... – 1108), è stato un nobile normanno dell'Italia meridionale dell'XI/XII secolo.

## Biografia
Nel 1080, Rodolfo Maccabeo, primo figlio di Unfredo di  Montescaglioso, succedette al padre.
Nel 1087 sposò Emma (c.1063-1120), figlia di Ruggero d'Altavilla, primo conte normanno di Sicilia.
Dal matrimonio tra Rodolfo ed Emma nacquero Ruggero Maccabeo e Adelasia di Adernò.
L'Abbazia Santa Maria La Sanità del Casale, situata sul monte Corno, allora fuori dal centro urbano di Pisticci, fu presumibilmente costruita intorno al 1087 da Rodolfo di Montescaglioso, molto devoto alla Vergine, e la moglie Emma. L'abbazia, eretta sui ruderi di un antico cenobio greco-bizantino, fu affidata ai monaci benedettini di Taranto.